# مهری باقری
مهری باقری (متولد ۱۳۲۴، تهران) استاد زبان‌شناسی و زبان‌های ایرانی باستان دانشگاه تبریز است. او در سال ۱۳۸۰ به عنوان چهرهٔ ماندگار معرفی شد. مهری باقری همسر بهمن سرکاراتی بود.

## زندگی
مهری باقری سال ۱۳۲۴ در تهران زاده شد. تحصیلات ابتدایی و متوسطه را در دبستان خواجه نظام‌الملک و دبیرستان شیرین و شاهدخت تهران گذراند. در سال ۱۳۴۳ پس از گرفتن دیپلم و قبولی در کنکور در رشته ادبیات و علوم انسانی دانشکده ادبیات مشغول به تحصیل شد. در سال ۱۳۴۷ مدرک کارشناسی ادبیات فارسی را از دانشگاه تهران گرفت و برای دوره کارشناسی ارشد، رشته زبان‌شناسی و زبان‌های باستانی ایران را انتخاب نمود. پس از اتمام دوره فوق لیسانس برای ادامه تحصیل به کشور آلمان رفت. در دانشگاه هامبورگ با بهمن سرکاراتی، استاد دانشگاه تبریز که در آن زمان به آلمان مسافرت کرده بود؛ آشنا شد و در سال ۱۳۵۱ با او ازدواج کرد. سال بعد، با اینکه دوره دکترایش تمام نشده بود؛ همراه همسر به ایران بازگشت و ادامه تحصیلش را در دانشگاه تهران پی گرفت. او این بار مدرک دکترای ادیان و عرفان را کسب کرد. از سال ۱۳۵۳ در دانشگاه تبریز استخدام شد و در مؤسسه تاریخ و فرهنگ ایران که زیر نظر منوچهر مرتضوی اداره می‌شد؛ مشغول به‌کار شد. یک سال بعد، تدریس درس‌های زبان و ادبیات فارسی دانشگاه تبریز را برعهده گرفت و با گرفتن مدرک دکترایش (سال ۱۳۵۵) ابتدا استادیار گردید و چندی بعد به مرتبه دانشیاری و استادی ارتقا یافت. پس از انقلاب ۱۳۵۷ با مجوز وزارت علوم، گروه آموزشی فرهنگ و زبان‌های باستانی را در دانشگاه تبریز تأسیس کرد. در کنار تدریس، ریاست کتابخانه دانشکده ادبیات تبریز را نیز بر عهده داشت. در سال ۱۳۷۴ با سفر به آمریکا و زیر نظر ویندفور طرح تحقیقاتی را با عنوان «بررسی کتیبه‌های پارتی و پهلوی» به انجام رساند و «واژه‌نامه کتیبه‌های دوره میانه» را بر مبنای «واژه‌نامه مکنزی» تنظیم نمود. در سال ۱۳۸۱ به مدت دو سال از طرف وزارت علوم به اسپانیا رفت و در دانشگاه بارسلون مدرس زبان و ادبیات فارسی شد. در مدت حضورش در اسپانیا توانست با جلب موافقت مقامات دانشگاه بارسلون و همیاری سفیر ایران در اسپانیا توافقنامه ایجاد کرسی زبان فارسی و ایران‌شناسی را تنظیم و به امضا برساند. مهری باقری در سال ۱۳۸۳ که به تبریز برگشت؛ بار دیگر به تدریس و فعالیت‌های علمی خود در دانشگاه آن شهر ادامه داد و عضو هیئت تحریریه چندین نشریه دانشگاهی گردید. از دیگر مسئولیت‌های او می‌توان به معاونت آسیایی انجمن جهانی تحقیقات در زمینه روایات سنتی و فرهنگ عامه و عضویت در شش مجمع علمی بین‌المللی و هیئت مشاوران مجله فولکلور دانشگاه‌های منچستر انگلستان و میسور هند و هلسینکی فنلاند اشاره کرد. او بارها در طی سال‌های فعالیتش مورد تقدیر قرار گرفته‌است؛ از جمله در سال ۱۳۸۰ به عنوان چهره ماندگار رشته زبان‌شناسی برگزیده شد و در سال ۱۳۸۶ از طرف نهاد ریاست جمهوری ـ مرکز امور زنان و خانواده ـ به عنوان نخبه برگزیده سال معرفی شد.

## آثار
از آثار مهری باقری ۳۱ مقاله در نشریات معتبر داخلی و ۹ مقاله انگلیسی در نشریات خارجی منتشر شده‌است. او همچنین تألیف و ترجمه ۹ کتاب و دو طرح پژوهشی دربارهٔ بررسی تحولات تاریخی اصول زبان فارسی و کتیبه‌های دوره ساسانی را به انجام رسانده‌است. برخی از آثار و کتاب‌های او به شرح زیر است:

### کتاب‌ها
- مقدمات زبان‌شناسی، انتشارات قطره
- تاریخ زبان فارسی، انتشارات قطره
- دین‌های ایران باستان، انتشارات قطره
- مقدمات زبان‌شناسی، انتشارات دانشگاه پیام نور
- سایه‌روشن: بیست‌ویک مقاله، انتشارات قطره
- ده‌نامهٔ روح العاشقین: چشم‌اندازی بر وقایع عصر حافظ، انتشارات قطره
- تاریخ زبان فارسی، انتشارات دانشگاه پیام نور
- «ایران: تاریخ، فرهنگ، هنر» (تألیف گروهی)، انتشارات وزارت فرهنگ و ارشاد اسلامی

### مقاله‌ها[۷][۸]
- اختلافات واجی ماده‌های ماضی و مضارع در زبان فارسی
- نخستین گام‌ها در وادی معرفت
- اسفندرنامه
- آیین فتوت، جوانمردی و اخیّت در ایران و آسیای صغیر
- شارسان سورسان شهرستان آسورستان در شاهنامه
- حکایت مرد آویزان در چاه (بررسی پیشینه یکی از تمثیلات کلیله و دمنه)
- توضیح برخی از لغات و اصطلاحات مغولی در زبان و ادبیات فارسی
- بازتاب یک مضمون فولکوریک در حماسه ملی ایران